# Адріан Шемпер
Адріан Шемпер (хорв. Adrian Šemper, нар. 12 січня 1998, Загреб) — хорватський футболіст, воротар італійського «Комо».
Виступав за юнацькі та молодіжну збірні Хорватії.

## Клубна кар'єра
Народився 12 січня 1998 року в місті Загреб. Вихованець футбольної школи клубу «Динамо» (Загреб). Дорослу футбольну кар'єру розпочав 2015 року в основній команді того ж клубу, в якій провів півтора сезону, взявши участь у 16 матчах чемпіонату.
У лютому 2017 року був орендований іншим загребським клубом, «Локомотивою», за який відіграв наступні півтора сезону.
Повернувшись з оренди до «Динамо» влітку 2018, у команді не залишився, натомість був знову відданий в оренду, цього разу до італійського «К'єво». Протягом сезону 2018/19, за результатами якого веронська команда втратила місце у Серії A, був резервним воротарем, однак вже наступного сезону, на рівні другого дивізіону, був основним голкіпером італійського клубу, який влітку 2020 року викупив контракт хорвата за півтора мільйона євро.
11 серпня 2021 року уклав чотирирічний контракт з вищоліговим «Дженоа», де став одним з дублерів досвідченого Сальваторе Сірігу. Протягом наступних двох сезонів взяв участь у 12 іграх генуезців у всіх турнірах, а 12 липня 2023 року перейшов до друголігового «Комо».

## Виступи за збірні
2013 року дебютував у складі юнацької збірної Хорватії (U-15), загалом на юнацькому рівні взяв участь у 39 іграх, пропустивши 17 голів.
Протягом 2017—2021 років залучався до складу молодіжної збірної Хорватії. На молодіжному рівні зіграв у 13 офіційних матчах, пропустив 12 голів. У складі цієї команди був учасником молодіжних Євро-2017 і Євро-2019.

## Статистика виступів

### Статистика клубних виступів
Станом на 31 липня 2023
| Сезон                  | Команда                | Чемпіонат              | Чемпіонат | Чемпіонат | Національний кубок | Національний кубок | Національний кубок | Континентальні кубки | Континентальні кубки | Континентальні кубки | Інші змагання | Інші змагання | Інші змагання | Усього | Усього |
| Сезон                  | Команда                | Ліга                   | Ігор      | Голів     | Ліга               | Ігор               | Голів              | Ліга                 | Ігор                 | Голів                | Ліга          | Ігор          | Голів         | Ігор   | Голів  |
| ---------------------- | ---------------------- | ---------------------- | --------- | --------- | ------------------ | ------------------ | ------------------ | -------------------- | -------------------- | -------------------- | ------------- | ------------- | ------------- | ------ | ------ |
| 2015–16                | «Динамо» (Загреб)      | 1. ХФЛ                 | 0         | 0         | КЧ                 | 0                  | 0                  | ЛЧ                   | 0                    | 0                    | -             | -             | -             | 0      | 0      |
| 2016-лют. 2017         | «Динамо» (Загреб)      | 1. ХФЛ                 | 16        | -13       | КЧ                 | 2                  | -1                 | ЛЧ                   | 2                    | -7                   | -             | -             | -             | 20     | -21    |
| Усього за «Динамо»     | Усього за «Динамо»     | Усього за «Динамо»     | 16        | -13       |                    | 2                  | -1                 |                      | 2                    | -7                   |               | -             | -             | 20     | -21    |
| лют.-черв. 2017        | «Локомотива»           | 1. ХФЛ                 | 16        | -11       | КЧ                 | -                  | -                  | -                    | -                    | -                    | -             | -             | -             | 16     | -11    |
| 2017–18                | «Локомотива»           | 1. ХФЛ                 | 32        | -32       | КЧ                 | 4                  | -2                 | -                    | -                    | -                    | -             | -             | -             | 36     | -34    |
| Усього за «Локомотиву» | Усього за «Локомотиву» | Усього за «Локомотиву» | 48        | -43       |                    | 4                  | -2                 |                      | -                    | -                    |               | -             | -             | 52     | -45    |
| 2018–19                | «К'єво»                | A                      | 6         | -8        | КІ                 | 1                  | -2                 | -                    | -                    | -                    | -             | -             | -             | 7      | -10    |
| 2019–20                | «К'єво»                | B                      | 38        | -39       | КІ                 | 2                  | -3                 | -                    | -                    | -                    | -             | -             | -             | 40     | -42    |
| 2020–21                | «К'єво»                | B                      | 35        | -30       | КІ                 | 0                  | 0                  | -                    | -                    | -                    | -             | -             | -             | 35     | -30    |
| Усього за «К'єво»      | Усього за «К'єво»      | Усього за «К'єво»      | 79        | -77       |                    | 3                  | -5                 |                      | -                    | -                    |               | -             | -             | 82     | -82    |
| 2021–22                | «Дженоа»               | A                      | 1         | -1        | КІ                 | 2                  | -3                 | -                    | -                    | -                    | -             | -             | -             | 3      | -4     |
| 2022–23                | «Дженоа»               | B                      | 8         | -6        | КІ                 | 1                  | 0                  | -                    | -                    | -                    | -             | -             | -             | 9      | -6     |
| Усього за «Дженоа»     | Усього за «Дженоа»     | Усього за «Дженоа»     | 9         | -7        |                    | 3                  | -3                 |                      | -                    | -                    |               | -             | -             | 12     | -10    |
| 2023–24                | «Комо»                 | B                      | 0         | 0         | КІ                 | -                  | -                  | -                    | -                    | -                    | -             | -             | -             | 0      | 0      |
| Усього за кар'єру      | Усього за кар'єру      | Усього за кар'єру      | 152       | -140      |                    | 12                 | -11                |                      | 2                    | -7                   |               | -             | -             | 166    | -158   |

## Титули і досягнення
- Чемпіон Хорватії (1):

«Динамо» (Загреб): 2015–2016